# Georges Lorgeou
Georges Lorgeou (* 17. Juli 1883 in Paris; † 5. Mai 1957 in Le Mans) war ein französischer Radrennfahrer.

## Sportliche Laufbahn
Lorgeou war im Straßenradsport aktiv. Von 1901 bis 1913 war er Unabhängiger und Berufsfahrer. Er wurde Zweiter bei Paris–Tours 1901 hinter Jean Fischer, bei Paris–Roubaix 1908 hinter Cyrille Van Hauwaert und bei Milano–Modena 1909. 1903 und 1908 fuhr er die Tour de France, kam jedoch nicht ins Ziel. 1903 konnte er bei Paris–Roubaix Fünfter werden.